# Discografia di Basshunter
La discografia di Basshunter, cantante, produttore discografico e disc jockey svedese consiste in cinque album studio, due raccolte, e 30 singoli.

## Album studio
| Titolo | Posizioni massime | Posizioni massime | Posizioni massime | Posizioni massime | Posizioni massime | Posizioni massime | Posizioni massime | Posizioni massime | Vendite                                   | Certificazioni                   |
| Titolo | SWE               | FIN               | DEN               | NOR               | AUT               | NLD               | UK                | FRA               | Vendite                                   | Certificazioni                   |
| --- | ----------------- | ----------------- | ----------------- | ----------------- | ----------------- | ----------------- | ----------------- | ----------------- | ----------------------------------------- | -------------------------------- |
| The Bassmachine - Pubblicato: 25 agosto 2004 - Etichetta: Alex Music - Formato: CD, download digitale                    | –                 | –                 | –                 | –                 | –                 | –                 | –                 | –                 |                                           |                                  |
| LOL <(^^,)> - Pubblicato: 1º settembre 2006 - Etichetta: Warner Music Sweden - Formato: CD, download digitale            | 5                 | 4                 | 3                 | 19                | 12                | 66                | –                 | 51                | - DEN: 40 000 - FIN: 33 365 - FRA: 11 020 | - DEN: 2× Platino - FIN: Platino |
| Now You're Gone - The Album - Pubblicato: 14 luglio 2008 - Etichetta: Hard2Beat - Formato: CD, CD+DVD, download digitale | 38                | 35                | 17                | –                 | 17                | –                 | 1                 | 36                | - UK: 376 017 - NZ: 20 000 - FRA: 9 900   | - UK: Platino - NZ: Platino      |
| Bass Generation - Pubblicato: 28 settembre 2009 - Etichetta: Warner Music Sweden - Formato: CD, 2×CD, download digitale  | –                 | –                 | 39                | –                 | –                 | –                 | 16                | 41                | - UK: 60 000                              | - UK: Argento                    |
| Calling Time - Pubblicato: 13 maggio 2013 - Etichetta: Gallo Record Company - Formato: CD, download digitale             | –                 | –                 | –                 | –                 | –                 | –                 | –                 | –                 |                                           |                                  |
| "–" indica che l'opera non si è classificata o che non è stata pubblicata in quel territorio.                            |                   |                   |                   |                   |                   |                   |                   |                   |                                           |                                  |

## Raccolte
| Titolo |
| --- |
| The Old Shit - Pubblicato: 2006 - Formato: Download digitale                                                       |
| The Early Bedroom Sessions - Pubblicato: 3 dicembre 2012 - Etichetta: Rush Hour - Formato: 2×CD, download digitale |

## Singoli
| Anno                                                                                          | Titolo                                             | Posizioni massime | Posizioni massime | Posizioni massime | Posizioni massime | Posizioni massime | Posizioni massime | Posizioni massime | Posizioni massime | Posizioni massime | Posizioni massime | Album                       |
| Anno                                                                                          | Titolo                                             | SWE               | AUT               | DEN               | FIN               | FRA               | GER               | IRE               | NLD               | NOR               | UK                | Album                       |
| --------------------------------------------------------------------------------------------- | -------------------------------------------------- | ----------------- | ----------------- | ----------------- | ----------------- | ----------------- | ----------------- | ----------------- | ----------------- | ----------------- | ----------------- | --------------------------- |
| 2004                                                                                          | The Big Show                                       | –                 | –                 | –                 | –                 | –                 | –                 | –                 | –                 | –                 | –                 | The Bassmachine             |
| 2006                                                                                          | Welcome to Rainbow                                 | –                 | –                 | –                 | –                 | –                 | –                 | –                 | –                 | –                 | –                 | /                           |
| 2006                                                                                          | Boten Anna                                         | 1                 | 2                 | 1                 | 4                 | –                 | 9                 | –                 | 2                 | 3                 | –                 | LOL <(^^,)>                 |
| 2006                                                                                          | Vi sitter i Ventrilo och spelar DotA               | 6                 | 18                | 7                 | 2                 | –                 | 33                | 49                | 9                 | 7                 | –                 | LOL <(^^,)>                 |
| 2006                                                                                          | Jingle Bells                                       | 13                | –                 | –                 | –                 | –                 | –                 | –                 | 31                | 9                 | 35                | LOL <(^^,)>                 |
| 2006                                                                                          | Vifta med händerna                                 | 25                | –                 | –                 | 7                 | –                 | –                 | –                 | –                 | –                 | –                 | LOL <(^^,)>                 |
| 2007                                                                                          | Now You're Gone (feat. DJ Mental Theo's Bazzheadz) | 2                 | 14                | 14                | 8                 | 6                 | 18                | 1                 | –                 | 10                | 1                 | Now You're Gone - The Album |
| 2008                                                                                          | Please Don't Go                                    | 6                 | –                 | –                 | –                 | –                 | –                 | –                 | –                 | –                 | –                 | Now You're Gone - The Album |
| 2008                                                                                          | All I Ever Wanted                                  | 58                | 15                | –                 | –                 | –                 | 35                | 1                 | –                 | 3                 | 2                 | Now You're Gone - The Album |
| 2008                                                                                          | Angel in the Night                                 | 50                | –                 | –                 | –                 | –                 | –                 | 10                | –                 | –                 | 14                | Now You're Gone - The Album |
| 2008                                                                                          | Russia Privjet (Hardlanger Remix)                  | –                 | –                 | –                 | –                 | –                 | –                 | –                 | –                 | –                 | –                 | Now You're Gone - The Album |
| 2008                                                                                          | I Miss You                                         | 45                | –                 | –                 | –                 | –                 | 70                | –                 | –                 | –                 | 32                | Now You're Gone - The Album |
| 2009                                                                                          | Walk on Water                                      | –                 | –                 | –                 | –                 | –                 | –                 | –                 | –                 | –                 | 76                | Now You're Gone - The Album |
| 2009                                                                                          | Al final                                           | –                 | –                 | –                 | –                 | –                 | –                 | –                 | –                 | –                 | –                 | /                           |
| 2009                                                                                          | Every Morning                                      | 13                | –                 | –                 | –                 | –                 | 76                | 17                | –                 | –                 | 17                | Bass Generation             |
| 2009                                                                                          | I Promised Myself                                  | –                 | –                 | –                 | –                 | –                 | –                 | –                 | –                 | –                 | 94                | Bass Generation             |
| 2010                                                                                          | Saturday                                           | –                 | –                 | –                 | –                 | –                 | –                 | 37                | –                 | –                 | 21                | Calling Time                |
| 2011                                                                                          | Fest i hela huset                                  | 5                 | –                 | –                 | –                 | –                 | –                 | –                 | –                 | –                 | –                 | Calling Time                |
| 2012                                                                                          | Northern Light                                     | –                 | –                 | –                 | –                 | –                 | –                 | –                 | –                 | –                 | –                 | Calling Time                |
| 2012                                                                                          | Dream on the Dancefloor                            | –                 | –                 | –                 | –                 | –                 | –                 | –                 | –                 | –                 | –                 | Calling Time                |
| 2013                                                                                          | Crash & Burn                                       | –                 | –                 | –                 | –                 | –                 | –                 | –                 | –                 | –                 | –                 | Calling Time                |
| 2013                                                                                          | Calling Time                                       | –                 | –                 | –                 | –                 | –                 | –                 | –                 | –                 | –                 | –                 | Calling Time                |
| 2013                                                                                          | Elinor                                             | –                 | –                 | –                 | –                 | –                 | –                 | –                 | –                 | –                 | –                 | /                           |
| 2018                                                                                          | Masterpiece                                        | –                 | –                 | –                 | –                 | –                 | –                 | –                 | –                 | –                 | –                 | /                           |
| 2019                                                                                          | Home                                               | –                 | –                 | –                 | –                 | –                 | –                 | –                 | –                 | –                 | –                 | /                           |
| 2020                                                                                          | Angels Ain't Listening                             | –                 | –                 | –                 | –                 | –                 | –                 | –                 | –                 | –                 | –                 | /                           |
| 2021                                                                                          | Life Speaks to Me                                  | –                 | –                 | –                 | –                 | –                 | –                 | –                 | –                 | –                 | –                 | /                           |
| 2022                                                                                          | End the Lies (& Alien Cut)                         | –                 | –                 | –                 | –                 | –                 | –                 | –                 | –                 | –                 | –                 | /                           |
| 2023                                                                                          | "Ingen kan slå (Boten Anna)" (Victor Leksell)      | 4                 | –                 | –                 | –                 | –                 | –                 | –                 | –                 | –                 | –                 | /                           |
| "–" indica che l'opera non si è classificata o che non è stata pubblicata in quel territorio. |                                                    |                   |                   |                   |                   |                   |                   |                   |                   |                   |                   |                             |

## Remix
| Anno | Titolo | Artista             |
| ---- | --- | ------------------- |
| 2007 | Dancing Lasha Tumbai (Basshunter Remix) | Verka Serduchka     |
| 2007 | Du hast den schönsten Arsch der Welt (Basshunter's Bass My Ass Radio Mix) Du hast den schönsten Arsch der Welt (Basshunter's Bass My Ass Remix) | Alex C. feat. Y-ass |
| 2007 | Ieva's Polka (Ievan Polkka) (Basshunter Remix)                                                                                                  | Loituma             |
| 2007 | Calcutta 2008 (Basshunter Remix) | Dr. Bombay          |
| 2008 | When You Leave (Numa Numa) (Basshunter Radio Mix)                                                                                               | Alina               |
| 2009 | When You Leave (Numa Numa) (Basshunter Extended Edit)                                                                                           | Alina               |
| 2013 | Crash & Burn (Basshunter Remix) | Basshunter          |
| 2014 | Sex Love Rock n Roll (SLR) [Basshunter Remix] Sex Love Rock n Roll (SLR) [Basshunter Remix Extended Version]                                    | Arash feat. T-Pain  |

## Collaborazione musica
| Anno | Titolo                    | Artista      | Album | Ruolo |
| ---- | ------------------------- | ------------ | ----- | ----- |
| 2015 | Mange kommer hem till dig | Mange Makers | –     | Testo |

## Video musicali

### Come artista principale
| Anno | Titolo                               | Regista/i                         |
| ---- | ------------------------------------ | --------------------------------- |
| 2006 | Boten Anna                           | Carl-Johan Westregård, Kim Parrot |
| 2006 | Vi sitter i Ventrilo och spelar DotA | Carl-Johan Westregård, Kim Parrot |
| 2006 | Vifta med händerna                   | Kim Parrot                        |
| 2007 | DotA                                 | —                                 |
| 2007 | Now You’re Gone                      | Alex Herron                       |
| 2008 | All I Ever Wanted                    | Alex Herron                       |
| 2008 | Angel in the Night                   | Alex Herron                       |
| 2008 | I Miss You                           | Alex Herron                       |
| 2009 | Walk on Water                        | —                                 |
| 2009 | Every Morning                        | Alex Herron                       |
| 2009 | I Promised Myself                    | Alex Herron                       |
| 2009 | Jingle Bells                         | Alex Herron                       |
| 2010 | Saturday                             | Alex Herron                       |
| 2012 | Northern Light                       | Alex Herron                       |
| 2012 | Dream on the Dancefloor              | Gareth Evans                      |
| 2013 | Crash & Burn                         | Farzad Bayat                      |
| 2013 | Calling Time                         | Gareth Evans                      |

### Come artista ospite
| Anno | Titolo | Artista | Regista/i |
| ---- | ------ | ------- | --------- |
| 2011 | Melody | Arash   | —         |